# Фантастичне звери и где их наћи
Фантастичне звери и где их наћи (енгл. Fantastic Beasts and Where to Find Them) је књига коју је написала Џ. К. Роулинг, како би помогла добротворној организацији Comic Relief. Око 80% цене књиге иде директно најсиромашнијој деци у различитим деловима света. Продајом ове књиге, као и Квидич кроз векове, сакупљено је 15,7 милиона фунти за њих. У једном интервјуу Роулингова је изјавила да је изабрала да напише ову књигу, зато што је забавна тема и зато што је имала доста материјала о овој теми.
Године 2016. снимљен је истоимени филм, за који је Роулингова написала сценарио. Радња филма је смештена у Њујорк, и прати Саламандера Скамандера, 70 година пре приче о Харију Потеру. Године 2017. сценарио филма је издат као књига.

## Књига
Фантастичне звери је репродукција имагинарне књиге из универзума Хари Потера, коју је написао имагинарни писац Саламандер Скамандер, славни магизоолог. У серијалу романа о Хари Потеру, магизоологија је наука која се бави проучавањем магичних створења. Особа која се бави магизоологијом, зове зе магизоолог.
Ова књига садржи историју магизоологије и описује 75 магичних врста које се могу пронаћи у целом свету. Већину информација у књизи покупио је сам Скамандер током својих дугогодишњих путовања по целом свету. Имагинарни аутор напомиње, да је прво издање ове књиге 1918. наручио Огастус Црв из Опскурне књиге. Ова књига је први пут издата 1927. година, а до сада доживела 52 издања.
Ова књига је обавезни уџбеник за ученике прве године на Хогвортсу, и одобрена је као уџбеник још од првог издања. Користи се као уџбеник за Бригу о магијским створењима и за Одбрану од мрачних вештина као енциклопедија мрачних створења. У предговору књиге Албус Дамблдор истиче и њену корист у чаробњачким домаћинствима.
Добар додатак књизи чине и многи коментари Харија и Рона (и један Хермионин). По неким њиховим коментарима, можемо да закључимо да су написани отприлике у време радње четврте књиге.

## Саламандер Скамандер
Салваторе „Саламандер” Артемис Фидо Скамандер (у eнглеској верзији Њут Скамандер), је имагинарни аутор књиге Фантастичне звери и где их наћи, рођен 1897. године. Према делу књиге „О аутору”, Скамандер је постао магизоолог због интереса за чудесне звери, које је одмалена подстицала његова мајка, узгајивачица хипогрифа. На Хогвортсу он је био распоређен у кућу Хафлпаф.
Након што је дипломирао на Хогвортсу, запослио се у Министарству магије, у Одсеку за регулисање и контролу магијских створења. Један део каријере је провео у Бироу за расељене кућне вилењаке, али је потенцијале остварио тек премештајем у Одељење за звери. Заслужан је за увођење Регистра вукодлака из 1947, али се највише поноси нацртом Забране експерименталног укрштања врста, која је усвојена 1965. године. Захваљујући раду у Бироу за истраживање и обуздавање змајева, пропутовао је свет, где је покупио податке за свој бестселер Фантастичне звери и где их наћи, а 1979. је одликован Редом Мерлина друге класе, у знак признања за његов допринос магизоологији.
Када се пензионисао, живео је у Дорсету са својом супругом Пропертином и љубимцима книзлама: Скочком, Мили и Крволоком. Имао је унука званог Ролф, који је оженио Луну Лавгуд (из серијала Хари Потер), неко време после догађаја из седме књиге.
У филму Хари Потер и затвореник из Аскабана, име Саламандера Скамандера се појављује на Бандитовој мапи.
У филмској адаптацији Фантастичне звери и где их наћи, поменуто је да је Скамандер избачен са Хогвортса, због инцидента које је починила једна његова звер, али Албус Дамблдор му је стао у одбрану.

### Улога у Хари Потер серијалу
Скамандер се лично не појављује, ни у једној Хари Потер књизи. Споменут је у Хари Потер и Камен мудрости, као аутор књиге Фантастичне звери и где их наћи. Он је главни лик у филмској адаптацији Фантастичне звери и где их наћи (2016) и наставцима Гринделвалдови злочини (2018) и Тајне Дамблдора (2022), где га је глумио Еди Редмејн.